# Simon Lilly
Simon Lilly (Corby, 11 januari 1977) is een golfprofessional uit de Midlands.
Lilly werd in 1998 professional en heeft tien keer via de Tourschool geprobeerd toegang tot de Europese PGA Tour te krijgen. In 2005 en 2006 speelde hij uitgebreid op de Europese Challenge Tour. Zijn beste resultaat werd een 12de plaats bij het Russisch Open in 2007. In Pro-Ams heeft hij betere resultaten gehaald, op de Challenge Tour werd hij 8ste bij de Morson International Pro-am Challenge in 2006 en in 2009 won hij won hij twee toernooien op de American Golf Holiday Pro-Am series.
Toen hij in 2008 de Order of Merit van de PGA Midland won, kwalificeerde hij zich voor het Brits PGA Kampioenschap van 2009 op Wentworth. Hij miste de cut. In 2011 kwalificeerde hij zich voor het Brits Open.